# Abby Dent
Pour les articles homonymes, voir Dent (homonymie).
Abby Dent, née le 4 mars 2002 à Kenora, est une rameuse canadienne.

## Carrière
Elle fait ses études à l'université du Michigan où elle est nommée Big10 Rower of the Year.
Elle fait partie de l'équipage de huit féminin qui remporte la médaille d'argent lors des Jeux olympiques d'été de 2024, près de quatre minutes derrière les Roumaines championnes olympiques. C'est avec cette victoire qu'elles se sont qualifiées pour la finale.